# Octonoba spinosa
Espèce
Octonoba spinosa est une espèce d'araignées aranéomorphes de la famille des Uloboridae.

## Distribution
Cette espèce est endémique de Taïwan.

## Description
Le mâle holotype mesure 3,12 mm et la femelle paratype 4,06 mm.

## Publication originale
- Yoshida, 1982 : Spiders from Taiwan I. Two new species of the genus Octonoba (Araneae: Uloboridae). Acta arachnologica Tokyo, vol. 30, no 2, p. 71-74.